# Alpenhoorn

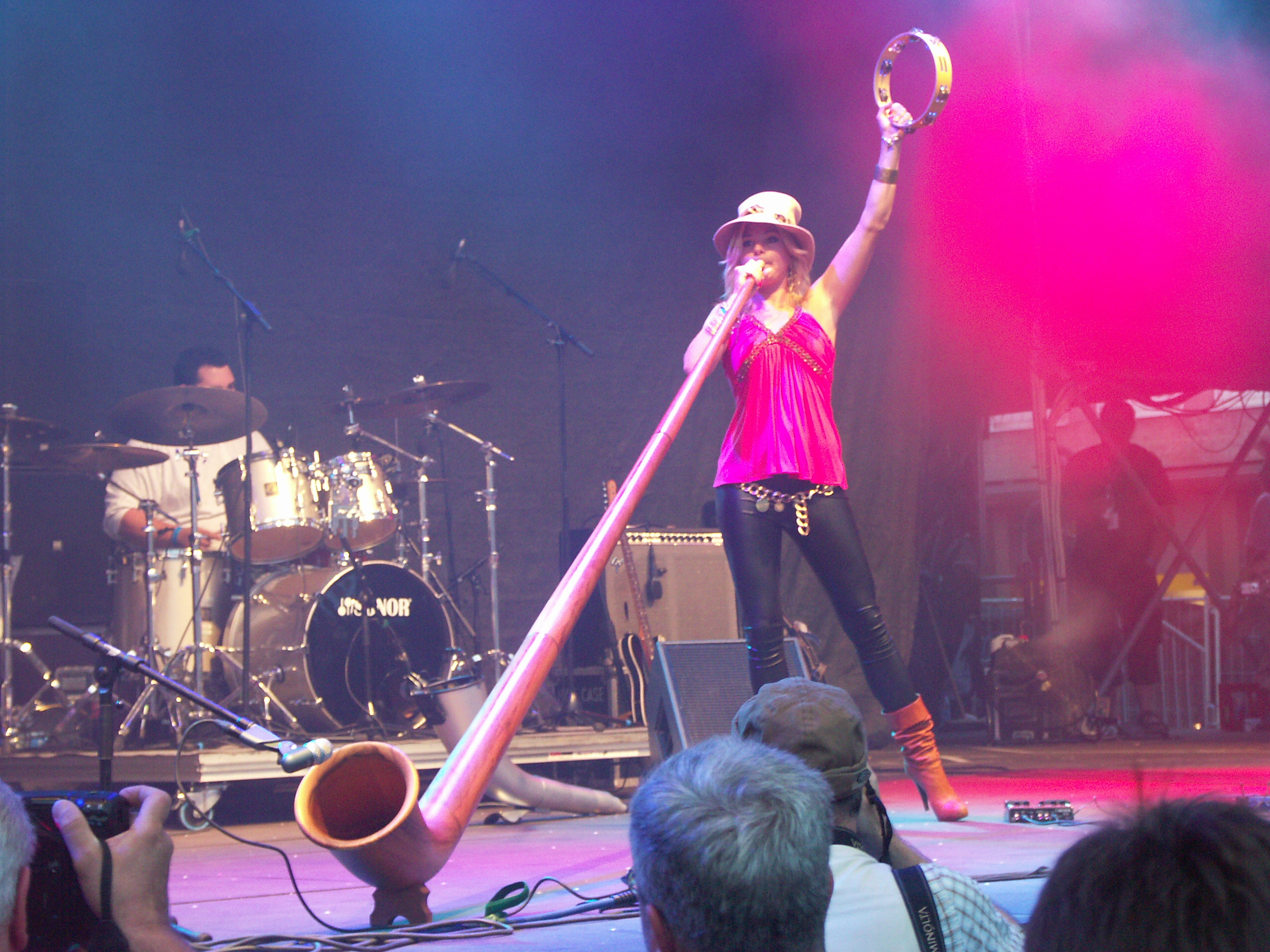
Eliana Burki aan de Alphorn bij festival Bardentreffen in Neurenberg 2009

Een alpenhoorn is een van hout vervaardigd blaasinstrument met een lengte tot vier meter.
Er is een andere variant bekend die korter is (en dus hoger klinkt), dat is de midwinterhoorn. De alpenhoorn wordt sinds oude tijden in de Alpen gebruikt om signalen te geven. Op dit instrument kunnen alleen natuurtonen gespeeld worden. Om dit instrument te bespelen, gebruikt men dezelfde techniek als bij koperen blaasinstrumenten.

## Stemming
| Grondtoon | Lengte | Laagste toon |
| --------- | ------ | ------------ |
| Es        | 4,05 m | Es1          |
| E         | 3,89 m | E1           |
| F         | 3,68 m | F1           |
| Fis/Ges   | 3,47 m | Fis1/Ges1    |
| G         | 3,27 m | G1           |
| Gis/As    | 3,09 m | Gis1/As1     |
| B         | 2,75 m | B1           |
| C         | 2,45 m | C            |